# Justs Sirmais
Justs Sirmais (* 6. února 1995, Ķekava) je lotyšský zpěvák, finalista soutěže Eurovision Song Contest 2016. Říká si též jen Justs.

## Životopis
Narodil se 6. února 1995 ve středolotyšské obci Ķekava poblíž hlavního města Rigy. V Rize chodil na 1. státní gymnázium.
Hudbě se věnuje od svých 6 let, kdy začínal v církevním sboru rižského kostela. Tam se pak také učil hudební teorii, hru na klavír, teorii jazzu, improvizaci a další umělecké obory. V 16 letech vystupoval jako pouliční umělec, krátce nato založil skupinu TaxFree, poté působil v kapelách Bunch of Gentlemen a Gacho, s nimiž se věnoval funku, rapu, punku, jazzu a elektru. V roce 2014 s kapelou Gacho natočil několik písní na její album Smaids Līdz Ausīm. Účastnil se také několika hudebních festivalů a skončil na 2. místě v soutěži Ghetto faktors. Na konzervatoři začal studovat obor zaměřený na výuku jazzového a populárního zpěvu. Mezi svými hudebními vzory uvádí Raye Charlese, Michaela Jacksona, The Neighbourhood či Glass Animals.
V únoru 2016 vyhrál národní soutěž Supernova s písní „Heartbeat“, čímž se kvalifikoval do 61. ročníku mezinárodní soutěže Eurovision Song Contest 2016 (ESC) ve švédském Stockholmu. Dalšími finalisty Supernovy byli Catalepsia s písní „Damnation“, MyRadiantU („We Will Be Stars“) a Marta Ritova („Not From This World“). Píseň „Heartbeat“ pro Justse napsala Aminata Savadogo, která zemi reprezentovala v předešlém ročníku ESC s vlastní skladbou „Love Injected“. V semifinále ESC 12. května 2016 se Justs z celkových 18 soutěžících umístil na 8. z 10 postupových míst, a to se 132 obdrženými body. Ve velkém finále 14. května, do něhož se kvalifikovalo celkem 26 uchazečů, skončil na 15. místě se ziskem stejného počtu bodů jako v semifinále.